# 鍾期榮
鍾期榮博士，GBS（1920年7月29日—2014年3月2日），生於中國湖南長沙，就讀長沙私立幼幼學校（現為長沙市天心區幼幼學校）、省立長沙女子中學及湖南私立周南女子中學，1944年從武漢大學法律系畢業，後赴法國巴黎大學留學獲得法學博士學位，是中國首位女法官。
1956年定居香港，後與丈夫胡鴻烈一起創建香港樹仁大學並擔任校長。2007年，獲加拿大籍業餘天文學家楊光宇將一顆於2001年首次被發現的小行星「34779」命名為「鍾期榮」。
2014年3月2日，鍾期榮在香港律敦治醫院病逝，享壽93歲。安葬於柴灣華人永遠墳場。

## 簡歷
鍾期榮回港後任教於浸會學院，1971年，夫婦二人眼見當時本地大專教育學位不足，於是把名下的跑馬地洋房辦成學院，原來鍾期榮打算辦幼稚園。但丈夫胡鴻烈明白鍾氏的辦學心意，因此拍板決定辦一所大學。由鍾期榮出任校長，胡鴻烈出任校監。
鍾期榮對於校政親力親為，上至招聘教職員，下至學生入學面試亦親身參與，據舊生所述，鍾期榮和胡鴻烈每朝風雨不改在校門迎接學生。及至千禧年後香港學術評審局開始評審樹仁的課程，校長鍾期榮為樹仁正名之事奔波勞碌，2000年獲特區政府頒金紫荊星章，以表揚她對教育工作的貢獻。
於2001年，兩夫婦在學校飯堂吃飯時，鍾氏突然中風。鍾期榮中風後，身體狀況大不如前，需以輪椅代步，為方便處理校政，兩夫婦搬到學校宿舍，鍾期榮時常在校園內由看護攙扶下練習步行。
2014年3月2日，鍾期榮因病在香港律敦治醫院病逝，享壽93歲，鍾期榮病逝消息由樹仁大學新聞與傳播學系《說．在線》網站首先報道。鍾期榮是在3月1日晚於樹仁大學宿舍感不適，其後送往律敦治醫院，至早上約5時許安詳離世，家人一直陪伴在側。鍾期榮的喪禮於3月25日下午5時，在香港殯儀館舉行，並於第二日早上10時出殯。而公眾追思會於3月29號上午10時至下午6時，於樹仁大學舉行。

## 榮譽
- 武汉大学第一届杰出校友（1997年）
- 金紫荊星章（2000年）
- 香港公開大學榮譽文學博士（2001年）
- 香港城市大學榮譽社會科學博士（2004年）
- 感動中國十大人物（2007年）
- 香港理工大學榮譽社會科學博士（2007年）
- 香港教育學院榮譽教育學博士（2007年）

## 趣聞
從前，有樹仁學院的學生，看到每天清晨都有一架「無人駕駛」的私家車開進學校來，風雨不改。其實駕駛者是身子小小的鍾校長。

## 追思集
《鍾期榮博士追思集》。

## 外部連結
- 陳滅：鍾期榮校長的譯詩（關於她的文學研究）
- 胡鴻烈 鍾期榮 相濡以沫 （页面存档备份，存于），《明報》，2006年11月17日]